# Sunaree Rachasima
Sunaree Rachasima (thaï : สุนารี ราชสีมา), de son vrai nom est une chanteuse pop thaïlandaise,,,.

## Discographie
- Sud Thai Thee Krung Thep (สุดท้ายที่กรุงเทพ)
- Eek Nid Si (อีกนิดซิ)
- Bao Bao Si (เบาๆ ซิ)
- Khong Fak Jak Ban Nok (ของฝากจากบ้านอก)
- Thang Sai Mai (ทางสายใหม่)
- Raiyan Jak Huajai (รายงานจากหัวใจ)
- Jep Toe (จีบต่อ)
- Tham Pen Kuean (ทำเป็นเขิน)
- Thee Kao Soay Dueam (ที่เก่าซอยเดิม)
- Fon Nao Sao Kruan (ฝนหนาวสาวครวญ)
- Lakorn Bot Cham (ละครบทช้ำ)
- Thee Pueng Thang Jai (ที่พึ่งทางใจ)
- Manee Ploi Roy Saeng (มณีพลอยร้อยแสง)